# Базниковка
Базниковка (укр. Базниківка) — село в Саранчуковской сельской общине Тернопольского района Тернопольской области Украины.
До 2020 года входило в Бережанский район.
Код КОАТУУ — 6120487902. Население по переписи 2001 года составляло 116 человек.

## Географическое положение
Село Базниковка находится в 2-х км от левого берега реки Золотая Липа,
на расстоянии в 3 км от села Саранчуки.
По селу протекает небольшая речушка.
К селу примыкает лесной массив (граб).

## История
- 1731 год — дата основания.